# Meteoalarm
Meteoalarm jsou oficiální internetové stránky Evropské meteorologické služby, která poskytuje informace o mimořádných povětrnostních jevech. Je určena pro každého, kdo cestuje po Evropě. Označení rizika v jednotlivých státech se liší barvou.
Díky unikátnímu systému propojení meteorologických institutů v Evropě může každý bez znalosti jazyků porozumět varování.

## Použití barev
K dispozici jsou čtyři barvy, které poukazují na povětrnostní podmínky v některých evropských zemích: zelená, žlutá, oranžová a červená.
- Zelená

Pokud je země zbarvena do zelena, nehrozí zde nebezpečí.
- Žlutá

Žlutá barva znamená potenciální nebezpečí.
- Oranžová

Nebezpečí. Počasí přináší rizika a může způsobit újmy na zdraví. Je lepší být opatrný a dávat pozor na nejnovější vývoj počasí.
- Červená

Extrémní počasí. Jsou pravděpodobné velké škody v rozsáhlé oblasti, pravděpodobné je i ohrožení života a zdraví. Lidé by měli být velmi opatrní, zaměřit pozornost na aktuální zprávy a řídit se pokyny a radami úřadů.